# 陳怡瑄
陳怡瑄（英語：Chen Yi-hsuan，1995年6月29日—）是台灣女子射箭運動員。她曾獲得2017年夏季世界大學運動會射箭比賽女子個人複合弓銀牌及混合團體複合弓銅牌。

## 外部連結
- 陳怡瑄在World Archery（英语）